# Panchkula
Panchkula (en hindi: पंचकुला़ ) es una ciudad de la India, centro administrativo del distrito de Panchkula, en el estado de Haryana.

## Geografía
Se encuentra a una altitud de 332 m s. n. m. a 11 km de la capital estatal, Chandigarh, en la zona horaria UTC +5:30.

## Demografía
Según estimación 2011 contaba con una población de 226 765 habitantes.